# Stati della Britannia medievale

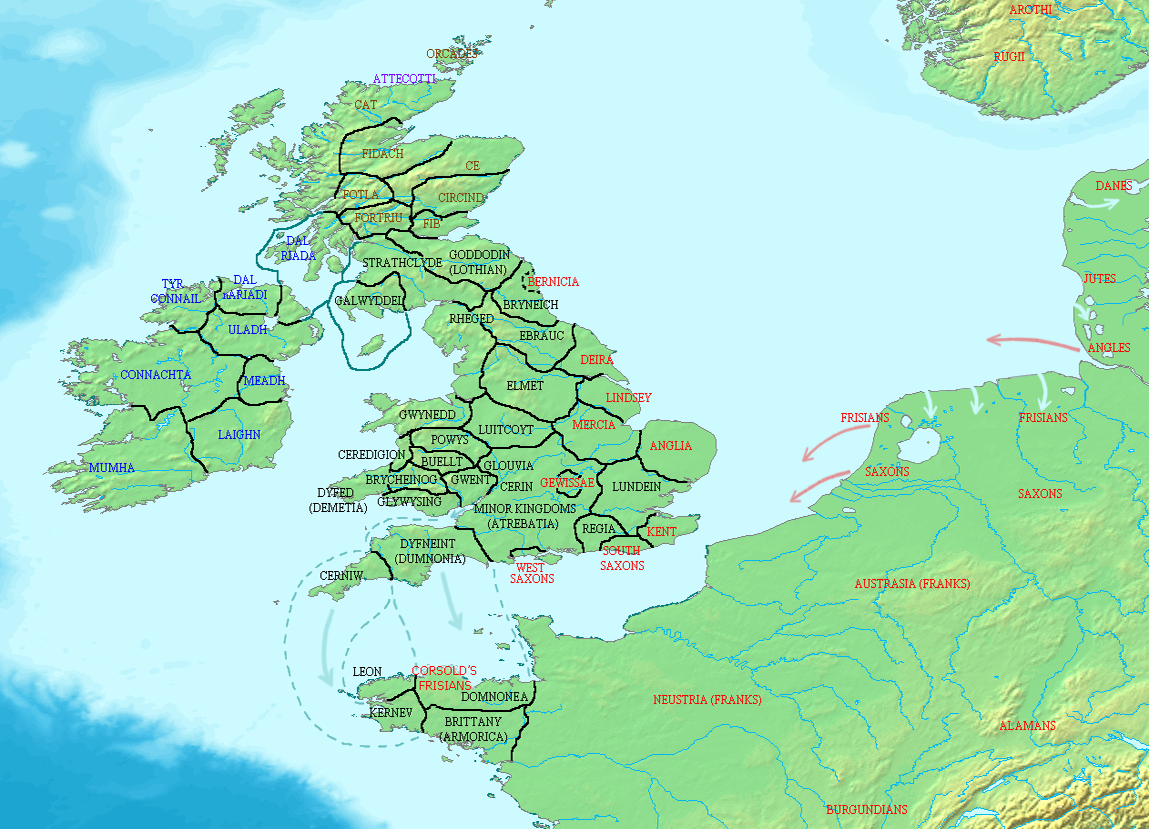
Le isole britanniche nel V secolo. Significato dei colori: rosso=anglosassoni; nero=britanni; blu=gaeli; marrone=pitti; viola=attacotti - fonte della mappa.

Questa è una lista degli Stati della Britannia medievale.

## Stati anglosassoni

### Regni degli Juti
- Kent
- Ynys Vectis
- Meonware

### Regni degli Angli
- Anglia orientale
- Hwicce
- Iclinga
- Bernicia
- Deira
- Lindsey
- Magonsete
- Pecset
- Mercia
- Northumbria

### Regni dei Sassoni
- Ciltern Saetan
- Middlesex
- Surrey
- Sussex
- Wessex
- Essex

## Stati britanni meridionali
- Brycheiniog (Brecknockshire)
- Buellt (Builth)
- Caer Baddan (Bath)
- Caer Celemion
- Caer Ceri (Cirencester)
- Caer Colun
- Caer Gwinntguic
- Caer Gloui (Gloucester)
- Caer Lundein (Londra)
- Caer Went
- Calchvynydd
- Camelot = leggendario
- Cateuchlanium
- Ceredigion
- Cerniw
- Deheubarth
- Devon
- Dogfeiling
- Dunoding
- Dyfed
- Dyffryn Clwyd
- Dumnonia
- Edeyrnion
- Elfael
- Ergyng
- Glastenning
- Glywysing
- Gorfynedd
- Gwerthrynion
- Gwent
- Gwynedd
- Gwynllwg
- Gwyr (Penisola di Gower)
- Ynys Vectis (Isola di Wight)
- Llŷn
- Lyonesse (Isole Scilly)
- Meirionydd (Merionethshire)
- Mon
- Morgannwg (Glamorganshire)
- Pengwern
- Penychen
- Powys
- Rhegin
- Rhos
- Rhufoniog
- Seisyllwg (Cardiganshire/Ceredigion)
- Ynys Vectis (Wight)
- Ystrad Tywi

## Stati britanni del nord, gaelici, pitti e caledoni
- Alba
- Alt Clut
- Angus
- Argyll
- Attecotti
- Caer Guendoleu
- Cat
- Caithness
- Ce
- Cumbria
- Dalriada
- Dunoting
- Ebrauc
- Elmet
- Fib
- Fortriu
- Gododdin
- Meicen
- Moray
- Orcadi
- Pennines
- Pictavia
- Rheged
- Strathclyde
- Regno di Man

## Stati danesi, norvegesi e dublinesi
- Cumbria
- Gaell-Gaedhill (Galloway)
- Regno di Man
- Earldom delle Orcadi
- Danelaw
- Jorvik